# Hideaway (Texas)
Hideaway è un comune degli Stati Uniti d'America, situato nello stato del Texas, nella contea di Smith.